# Comarna (gmina)
Comarna – gmina w Rumunii, w okręgu Jassy. Obejmuje miejscowości Comarna, Curagău, Osoi i Stânca. W 2011 roku liczyła 4732 mieszkańców.